# Yanin Vismitananda
Yanin „Jeeja“ Vismitananda (Thai: ญาณิน „จีจ้า“ วิสมิตะนันทน์; * 31. März 1984 in Bangkok, Thailand) ist eine thailändische Schauspielerin, die durch den Martial-Arts-Film Chocolate … süß und tödlich! internationale Bekanntheit erlangte.

## Werdegang
In Bangkok geboren, ging Yanin als Kind zum Ballet und praktizierte Taekwondo, in dem sie Trägerin des 3. Dan ist. Später unterrichtete sie auch in dieser Kampfsportart.
Beim Casting zum Film Born to Fight wurde sie 2003 vom Regisseur Prachya Pinkaew entdeckt. Sie bekam in diesem Projekt kein Engagement, doch Pinkaew, begeistert von ihrem Talent, schickte sie später zum Training mit der Stunt-Truppe um Phanna Rithikrai, der in dem Film Regie führte und auch für die Choreo verantwortlich war. Sie brach ihr Studium ab und widmete sich fortan der Produktion des Filmes, der sie zum internationalen Action-Star katapultierte, und Kritiker sie als den neuen Superstar Thailands titelten.

## Filmografie
- 2008: Chocolate … süß und tödlich! (ช็อคโกแลต)
- 2009: Raging Phoenix
- 2011: This Girl is Bad Ass
- 2011: The Kick[1]
- 2013: Return of the Warrior (Tom Yum Goong 2)
- 2019: Triple Threat

## Auszeichnungen
- 2009: Nominierung für die Asian Film Awards in der Kategorie „Bester Newcomer“ für Chocolate … süß und tödlich!